# Marek Michel

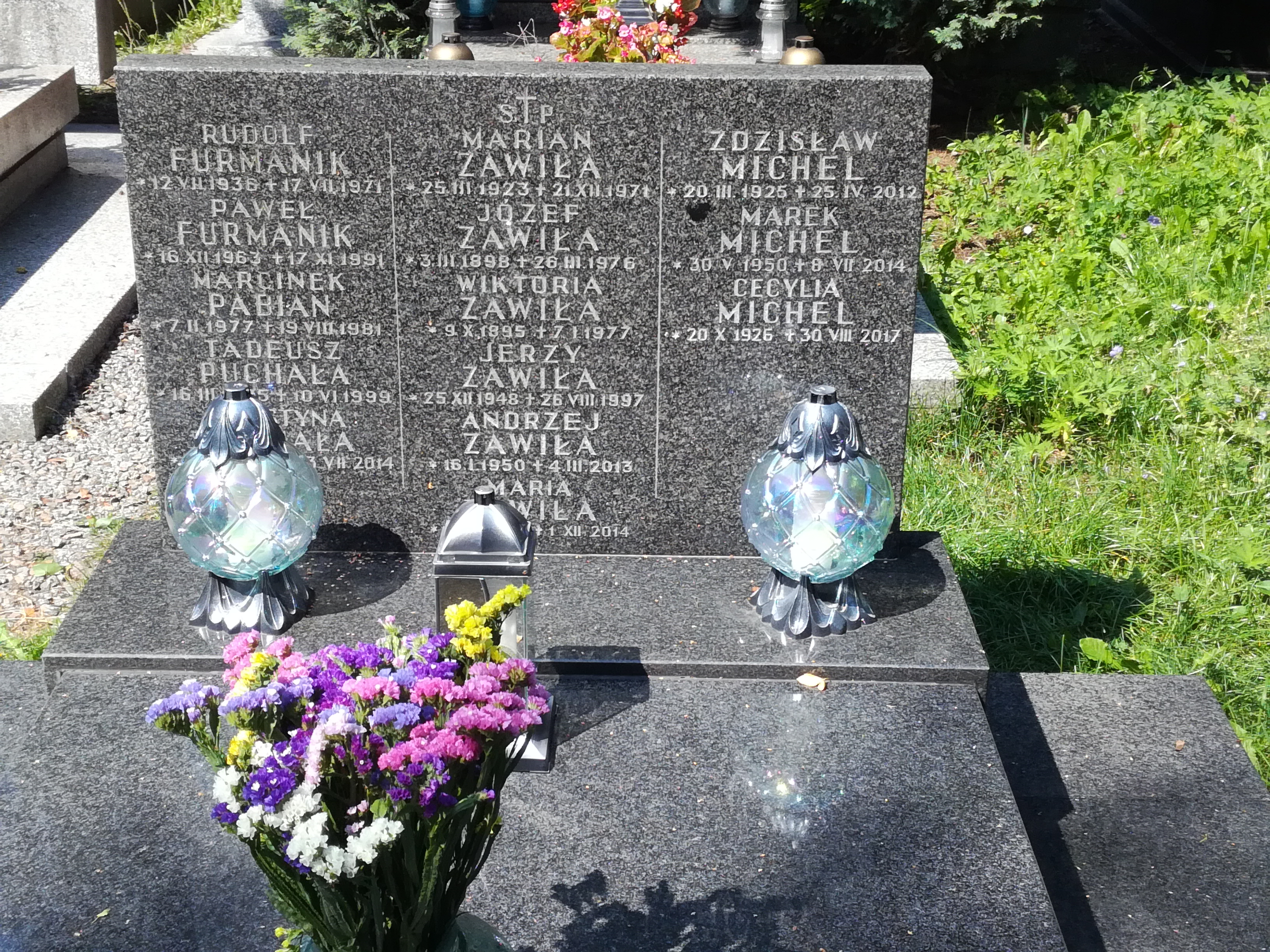
Grób Marka Michela na Cmentarzu Wojskowym przy ul. Prandoty

Marek Michel (ur. 30 maja 1950 w Krakowie, zm. 8 lipca 2014 w Los Angeles) – polski podróżnik i motocyklista.

## Życiorys
Marek Michel pochodził z Krakowa, gdzie studiował na Wydziale Zootechnicznym Akademii Rolniczej. Był również miłośnikiem motocykli. Jego największymi wyczynami były dwie podróże, które odbył w latach 1973–1974 na motocyklu WSK 125 typ M06-B3: do Indii oraz dookoła świata.

## Podróż do Indii
Podróż rozpoczęła się 14 lipca 1973 roku. Pierwotnym celem wyprawy był Singapur, gdzie jednak Michel nie dotarł z powodu wylewu Gangesu, Trasa miała około 24 000 kilometrów i wiodła m.in. przez: Czechosłowację, Węgry, Rumunię, Turcję, Iran, Afganistan i Pakistan. Natomiast droga powrotna prowadziła przez Iran, Irak, Syrię, Liban, Turcję, Bułgarię, Jugosławię, Niemiecką Republikę Federalną oraz Francję, gdzie w Paryżu motocykl Michela był prezentowany w ramach salonu WSK, wraz m.in. z samochodem Fiat 125p, który brał udział w biciu w 1973 roku rekordu średniej prędkości na długim dystansie (20 000 i 50 000 km).
W uznaniu dokonań zakłady WSK obdarowały Marka Michela nowym motocyklem WSK 175.

## Podróż dookoła świata
W podróż tę Marek Michel wyruszył 1 lipca 1974 roku. Został wyposażony w seryjny motocykl WSK 125 typ M06-B3 oraz kwotę 2 500 dolarów (co stanowiło wówczas równowartość pensji robotnika z ok. 8 lat). Trasa podróży miała ok. 39 950 kilometrów, a jej pokonanie zajęło Michelowi 115 dni. Wiodła ona przez NRD, RFN, Francję, Hiszpanię, Maroko, Algierię, Tunezję, Libię, Egipt, Liban, Syrię, Turcję, Iran, Afganistan, Pakistan, Indie, Hongkong, Australię. Następnie droga lotniczą Michel dotarł na Nową Kaledonię, Fidżi, Tahiti i dalej do Stanów Zjednoczonych, które przemierzył od Los Angeles do Nowego Jorku. Z kontynentu amerykańskiego samolotem podróżnik dotarł do Holandii, skąd udał się do Francji. Z tego kraju w dniu 25 października 1974 roku drogą lotnicza powrócił do Krakowa. 
Po powrocie interwencje Służby Bezpieczeństwa uniemożliwiły Michelowi dalsze podróże. Groziła mu również kara więzienia (2 lata) za fakt, iż na motocyklu namalowany był orzeł – godło Polski, do którego prezentowania nie miał prawa; mógł posługiwać się wyłącznie flagą narodową. Dopiero w 1984 roku ponownie otrzymał paszport i – wraz z żoną i córką – wyjechał na pielgrzymkę do Rzymu, skąd udał się do Stanów Zjednoczonych. Tam pracował jako kierowca ciężarówki, jeżdżąc po terytorium USA i Kanady.
Nadal uprawiał turystykę motocyklową: w 2004 odbył roku drugą wyprawę dookoła świata (z Krakowa przez Ukrainę, Rosję, Koreę Południową oraz Stany Zjednoczone) na motocyklu Kawasaki 650cc KLR. Zwiedzał także m.in. kraje Ameryki Południowej.

Zmarł po ciężkiej chorobie. Po śmierci został pochowany na krakowskim Cmentarzu Rakowickim (cmentarzu wojskowym przy ul. Prandoty).
Motocykl WSK, na którym Marek Michel odbył podróż dookoła świata, znajduje się w Muzeum Motocykli „Moto Strefa WueSKi” w Świdniku.